# Fier (distrito)
Fier (em albanês:  Rrethi i Fierit) é um dos 36 distritos da Albânia localizado na prefeitura de Fier. Sua capital é a cidade de Fier. Situa-se no sudoeste do país. Outras cidades de destaque neste distrito são Patos e Roskovec.